# Dosquebradas
Dosquebradas là một khu tự quản thuộc tỉnh Risaralda, Colombia. Thủ phủ của khu tự quản Dosquebradas đóng tại Dosquebradas Khu tự quản Dosquebradas có diện tích 71 ki lô mét vuông. Đến thời điểm ngày 28 tháng 5 năm 2005, khu tự quản Dosquebradas có dân số 139839 người.